# Xin za shimei 2: Meili renwu
Xin za shimei 2: Meili renwu (新紮師妹2美麗任務S), noto anche con il titolo internazionale Love Undercover 2: Love Mission, è un film del 2003 scritto e diretto da Joe Ma.
La pellicola è il seguito di Xin za shimei (2002), ed è stata a sua volta seguita da Xin za shimei 3 (2006).

## Trama
Dopo la sua precedente missione, la giovane poliziotta non solo ha trovato l'amore, ma anche il successo in ambito lavorativo: Fong Lai Keun viene infatti incaricata di proteggere Tasha, principessa di un regno tropicale. La visita a Hong Kong della principessa finisce tuttavia per essere molto più "movimentata" del previsto, di conseguenza – con l'aiuto dei colleghi e di Au Hoi Man – la giovane deve cercare di risolvere la situazione.

## Distribuzione
Ad Hong Kong la pellicola ha ricevuto una distribuzione a livello nazionale, a partire dal 4 luglio 2003.